# Margareta Silfverskiöld
Margareta Silfverskiöld, född 26 februari 1937, är en svensk keramiker, sångare och kompositör.
Hon är dotter till kaptenen Per-Olof Silfverskiöld och Mary Klimontowicz och gift första gången 1956 med Leopold Svedberg och andra gången från 1963 med Leppe Sundewall. Silverskiöld studerade vid keramiklinjen på Konstfackskolan i Stockholm. Hon medverkade i Nationalmuseum utställning Unga tecknare med teckningar föreställande människor i rymden, som keramiker arbetade hon med dekorativ väggdekor. Som sångare var hon verksam under artistnamnet Git Sköld och medverkade i uppsättningar på Hamburger Börs i Stockholm samt Radio och TV.